# تومر بار
تومار بار (بالعبرية: תומר בר ؛ من مواليد 1969) هو جنرال إسرائيلي يتولى حاليًا قيادة القوات الجوية الإسرائيلية، قبل اختياره لخلافة عميكام نوركين كقائد للقوات الجوية الإسرائيلية، شغل بار منصب رئيس مديرية تصميم القوات في جيش الدفاع الإسرائيلي، وهي نسخة أعيد تنظيمها من مديرية التخطيط السابقة.

## السيرة الشخصية
وُلِد تومر بار عام 1969، وهو أحد ستة أبناء لإيريلا ونتان بار، التحق بالجيش الإسرائيلي عام 1987 وأكمل دورة الطيران بامتياز عام 1989.
عمل كطيار مقاتلة من طراز F-16 مع السرب 110 و116 و140. وبعد فترة من الدراسة في الولايات المتحدة، تم تعيينه كطيار لطائرة F-15 مع السرب 133 في عام 1998.